# Jupoata paraensis
Jupoata paraensis là một loài bọ cánh cứng trong họ Cerambycidae.